# 栋皮埃尔叙埃里
栋皮埃尔叙埃里（法語：Dompierre-sur-Héry，法語發音：[dɔ̃pjɛʁ syʁ eʁi]，意为“埃里上方的栋皮埃尔”）是法国涅夫勒省的一个旧市镇，属于克拉姆西区。2016年，栋皮埃尔叙埃里与市镇博略、米绍格合并为新的博略。

## 地名
与通常在法语地名中表示“在……河畔”之意的“sur”不同，该地名Dompierre-sur-Héry中的“sur”意为“在……上方”，表示名为栋皮埃尔（Dompierre）的该地与埃里（Héry）的位置关系，并以“埃里上方的栋皮埃尔”之名区分其他的“栋皮埃尔”，且事实上在该地附近也并无“埃里河”存在。

## 地理
栋皮埃尔叙埃里（47°15'53"N, 3°33'51"E）面积6.11 平方千米，位于法国勃艮第-弗朗什-孔泰大區涅夫勒省，该省份为法国中部省份，北至约讷省，西北接卢瓦雷省，西接谢尔省，南至阿列省，东南接索恩-卢瓦尔省，东临科多尔省。
与栋皮埃尔叙埃里接壤的市镇（或旧市镇、城区）包括：莫拉什、博略、吉皮、埃里、米绍格、讷伊。
栋皮埃尔叙埃里的时区为UTC+01:00、UTC+02:00（夏令时）。

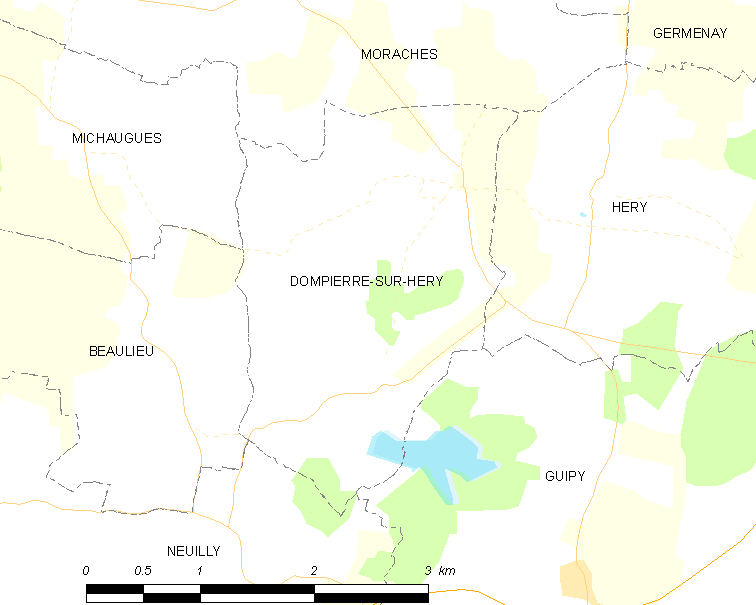
栋皮埃尔叙埃里的OSM定位图

## 行政
栋皮埃尔叙埃里的邮政编码为58420，INSEE市镇编码为58100。

## 政治
栋皮埃尔叙埃里所属的省级选区为科尔比尼县。

## 人口

1962-2008年间栋皮埃尔叙埃里人口变化图示

栋皮埃尔叙埃里于2018年1月1日时的人口数量为76人。